# إسبلكنون دورقي
سبلكنون دورقي (الاسم العلمي:Splachnum ampullaceum) هو نوع من النباتات يتبع جنس السبلكنون من الفصيلة السبلكنونية.